# Kanton La Montagne d’Alaric
Der Kanton La Montagne d’Alaric ist ein französischer Wahlkreis im Département Aude in der Region Okzitanien. Er umfasst 29 Gemeinden in den Arrondissements Carcassonne und Narbonne. Bei der landesweiten Neuordnung der französischen Kantone wurde er 2015 als Kanton Trèbes neu geschaffen. Durch einen weiteren Erlass erhielt der Kanton am 1. Januar 2016 seinen jetzigen Namen.

## Gemeinden
Der Kanton besteht aus 29 Gemeinden mit insgesamt 15.971 Einwohnern (Stand: 1. Januar 2022) auf einer Gesamtfläche von 310,82 km²:
| Gemeinde                    | Einwohner 1. Januar 2022 | Fläche km² | Dichte Einw./km² | Code INSEE | Postleitzahl | Arrondissement |
| --------------------------- | ------------------------ | ---------- | ---------------- | ---------- | ------------ | -------------- |
| Arquettes-en-Val            | 79                       | 9,31       | 8                | 11016      | 11220        | Carcassonne    |
| Badens                      | 729                      | 9,60       | 76               | 11023      | 11800        | Carcassonne    |
| Barbaira                    | 787                      | 9,40       | 84               | 11027      | 11800        | Carcassonne    |
| Berriac                     | 958                      | 2,67       | 359              | 11037      | 11000        | Carcassonne    |
| Blomac                      | 254                      | 8,41       | 30               | 11042      | 11700        | Carcassonne    |
| Bouilhonnac                 | 222                      | 5,71       | 39               | 11043      | 11800        | Carcassonne    |
| Capendu                     | 1.461                    | 15,12      | 97               | 11068      | 11700        | Carcassonne    |
| Caunettes-en-Val            | 56                       | 8,71       | 6                | 11083      | 11220        | Carcassonne    |
| Comigne                     | 329                      | 9,24       | 36               | 11095      | 11700        | Carcassonne    |
| Douzens                     | 780                      | 14,91      | 52               | 11122      | 11700        | Carcassonne    |
| Fajac-en-Val                | 51                       | 13,81      | 4                | 11133      | 11220        | Carcassonne    |
| Floure                      | 427                      | 4,25       | 100              | 11146      | 11800        | Carcassonne    |
| Fontiès-d’Aude              | 555                      | 6,07       | 91               | 11151      | 11800        | Carcassonne    |
| Labastide-en-Val            | 89                       | 11,70      | 8                | 11179      | 11220        | Carcassonne    |
| Marseillette                | 706                      | 11,17      | 63               | 11220      | 11800        | Carcassonne    |
| Mayronnes                   | 44                       | 11,86      | 4                | 11227      | 11220        | Carcassonne    |
| Montirat                    | 67                       | 12,67      | 5                | 11248      | 11800        | Carcassonne    |
| Monze                       | 243                      | 13,96      | 17               | 11257      | 11800        | Carcassonne    |
| Moux                        | 715                      | 15,70      | 46               | 11261      | 11700        | Narbonne       |
| Rieux-en-Val                | 86                       | 6,90       | 12               | 11314      | 11220        | Carcassonne    |
| Roquecourbe-Minervois       | 140                      | 3,62       | 39               | 11318      | 11700        | Narbonne       |
| Saint-Couat-d’Aude          | 366                      | 5,38       | 68               | 11337      | 11700        | Narbonne       |
| Serviès-en-Val              | 207                      | 6,50       | 32               | 11378      | 11220        | Carcassonne    |
| Taurize                     | 106                      | 8,34       | 13               | 11387      | 11220        | Carcassonne    |
| Trèbes                      | 5.386                    | 16,36      | 329              | 11397      | 11800        | Carcassonne    |
| Val-de-Dagne                | 731                      | 50,11      | 15               | 11251      | 11220        | Carcassonne    |
| Villar-en-Val               | 23                       | 11,42      | 2                | 11414      | 11220        | Carcassonne    |
| Villedubert                 | 340                      | 3,04       | 112              | 11422      | 11800        | Carcassonne    |
| Villetritouls               | 34                       | 4,88       | 7                | 11440      | 11220        | Carcassonne    |
| Kanton La Montagne d’Alaric | 15.971                   | 310,82     | 51               | 1118       | –            | –              |

## Veränderungen im Gemeindebestand seit der landesweiten Neuordnung der Kantone
2019:
- Fusion Montlaur und Pradelles-en-Val → Val-de-Dagne

## Politik
| Vertreter im Departementrat | Vertreter im Departementrat   | Vertreter im Departementrat |
| Amtszeit                    | Namen                         | Partei                      |
| --------------------------- | ----------------------------- | --------------------------- |
| 2015–                       | Robert Alric Caroline Cathala | PS                          |